# Oluf Wold-Torne

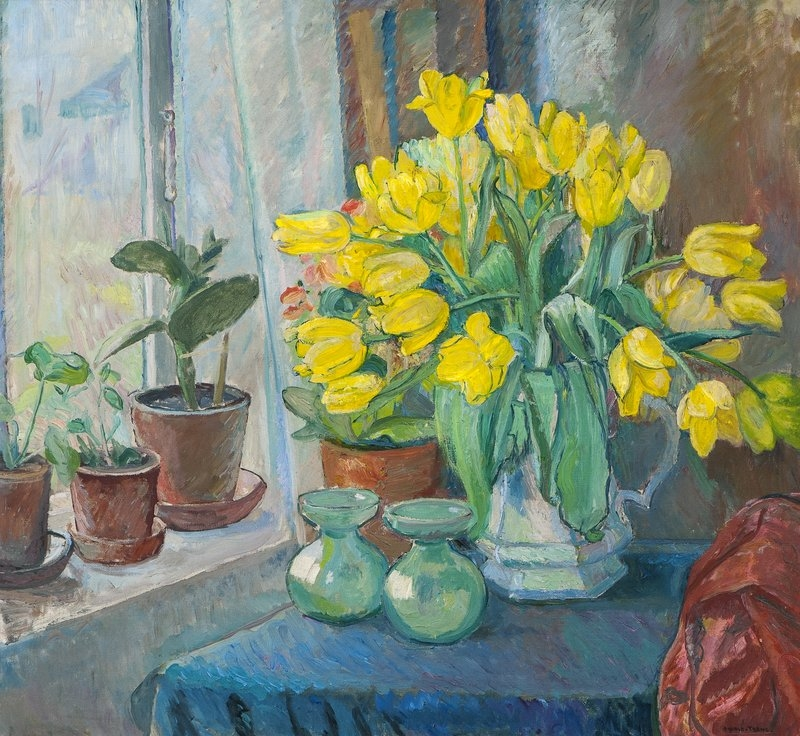
Stillleben mit gelben Tulpen

Oluf Wold-Torne (* 7. November 1867 in Son; † 19. März 1919 in Kristiania) war ein norwegischer Maler.

## Leben
Er verbrachte die Jugend in Hølen. 1883 wurde er Schüler von Wilhelm Krogh.  Ab 1887 besuchte er die königliche Zeichenschule in Kristiania unter Wilhelm Holter, Wilhelm Peters und Mathias Skeibrok. 1889 begann er das Studium an der Akademie der bildenden Künste in Kopenhagen bei Johan Frederik Vermehren. 1891 wurde er in Kristiania Schüler von Erik Werenskiold und Eilif Peterssen, wechselte jedoch nach vier Monaten zur Kristian Zahrtmanns freien Malschule in Kopenhagen. Danach studierte er in Paris bei Fernand Cormon und Alfred Philippe Roll. Dank dem Prix de Rome besuchte er die französische Akademie in Rom im Jahre 1895 und Florenz 1896.
Er entwarf 1897 Banknoten für die Norwegische Staatsbank. 1899 fand seine erste Einzelausstellung in der Høstutstillingen statt. Von 1907 bis 1910 entwarf er ornamentale Bemalungen für die Porzellanmanufaktur Porsgrunds Porselænfabrik.
Von 1912 bis 1917 war er Lehrer an der königlichen Zeichenschule in Kristiania, die er einst besuchte. 
Er wurde 1905 Ehrenmitglied des Krefelder Künstlervereins. 1910 wurde er Mitbegründer und von 1911 bis 1912 Vizepräsident des Kunstnerforbundet.